# Tim O'Brien (författare)
Tim O'Brien, född 1 oktober 1946 i Austin, Minnesota, är en amerikansk författare av romaner och noveller. O'Brien har studerat vid Macalester College och Harvard University. Från februari 1969 till mars 1970 tjänstgjorde han som militär i Vietnam. Just Vietnamkriget är ett återkommande tema i O'Briens texter. Han har tilldelats litterära priser från bland andra American Academy of Arts and Letters, Guggenheim Foundation och National Endowment for the Arts.